# Hamamat Montia
Hamamat Montia (22 de julho de 1988) é uma modelo ganesa e ex-rainha da Miss Malaika. 

## Carreira
Começou como modelo, foi eleita Miss Malaika em 2006 e modelo do Africa Universe em 2007. Ela vende em manteiga de karité, sabão e outros produtos feitos à mão em Gana.

## Vida pessoal
Ela vem de Bolgatanga na região do Upper East de Gana,  e obteve seu ensino médio na Escola Achimota. Ela tem 34 anos (2022) Ela é mãe de duas filhas e um filho.